# حسین بن معین‌الدین میبدی یزدی
حسین بن معین الدین علی میبدی یزدی (درگذشتهٔ ۹۱۰ قمری) ملقب به کمال الدین و متخلص به منطقی از فقهای مذهب شافعی قرن دهم هجری بود. او در میبد یزد زاده شد.
پدرش معین‌الدین جمال بن جلال‌الدین محمد است که کتاب مواهب الهی را دربارهٔ تاریخ آل مظفر نوشت که که به نثر مصنوع و ناشیانه نگارش یافته‌است. منطقی در جوانی به شیراز رفت و در مکتب جلال‌الدین دوانی تحصیل کرد.
او به مقام قضاوت شهر یزد رسید، ولی او را تکفیر کردند و به قتل رسید. مؤلف ریاض العارفین مرگ او را در سال ۹۱۰ هجری قمری ذکر کرده‌است و می‌گوید او به دستور شاه اسماعیل صفوی به قتل رسید. مدفن او در یزد در مزار نزدیک حرم امامزاده جعفر قرار دارد.

## آثار
1. شرح دیوان منسوب به امیرالمؤمنین علی بن ابی‌طالب
2. مرضی الرضی فی شرح الکافیه
3. شرح الشمسیه فی المنطق
4. شرح آداب البحث
5. شرح حورانیه
6. حاشیه شرح طوالع الانوار
7. حاشیه تحریر اقلیدس
8. حاشیه تحریر مجسطی
9. حاشیه شرح الملخص فی الهیئه
10. شرح خبر کمیل
11. شرح خبر قد صعدنا ذری الحقائق
12. جام کیتی نما
13. منشآت
14. رساله فی رویه شبح الشی فی الماء
15. دیوان اشعار فارسی
16. شرح گلشن راز